# Weiß Kreuz
Weiß Kreuz (яп. ヴァイスクロイツ Белый крест) — манга, аниме, CD-драмы, рассказ и ранобэ, повествующие о команде убийц, защитников справедливости. Project Weiß — проект японского сэйю, Коясу Такэхито, начатый в 1996-м году с радиопередачи Weiß Kreuz. Главные герои — четыре молодых человека, работающих в команде теневого правосудия под названием Вайсс. Сюжет основан на истории одного из них, Фудзимии Рана, начавшейся с момента гибели его родителей. По мотивам этого проекта были нарисованы две манги — одна, An Assassin and White Shaman, созданная Кёко Цутией, закончена и переведена на русский. Вторая, Weiß Side B, созданная Омине Сёко в 2002 году, закончена, на русский язык пока переведена не полностью.
Показ первого сезона аниме прошёл в Японии с 8 апреля 1998 года по 30 сентября 1998 года на канале TV Tokyo в 2.15 ночи. 25 ноября 1999 года была показан первая часть OVA, 26 января 2002 года — вторая. Второй сезон аниме проходил с 28 ноября 2002 года по 20 февраля 2003 года. Всего вышло 25 серий первого сезона, две серии OVA и 13 серий второго сезона. Манга, рассказы и драмы демонстрируют истории, происходящие вне аниме; манга не дублирует сюжет аниме. Помимо всего вышеперечисленного, с проектом Weiß связан ряд книг. Это официальные додзинси Ja! Weiss, артбуки, фотоальбомы и нотные сборники.

## Сюжет первого сезона
Вайсс… Они выслеживают преступников, сумевших избежать наказания и скрывающихся во тьме.

Они творят правосудие.

Они борются с тьмой.

(c) Project Weiß

Вайсс — это команда убийц. Четыре человека, цель которых — уничтожение преступников, против которых бессилен закон. Персия, таинственный руководитель Вайсс, даёт им миссии и обеспечивает прикрытие. 

Главный герой, чья судьба описывается практически во всех произведениях проекта, Фудзимия Ая. Он стремится отомстить за родителей, убитых богачом Такатори Рэйдзи, и сестру, впавшую в кому. Помимо Аи речь идёт также о его коллегах. 

Кудо Ёдзи — бывший детектив, попавший в Вайсс после смерти своей напарницы, Аски. 

Хидака Кэн — профессиональный футболист, преданный лучшим другом. Пережив попытку убийства, Кэн начал работать в Вайсс.

Цукиёно Оми — ребёнком был похищен из дома. Родители отказались платить выкуп. Оми спас Персия.

Вайсс живут и работают флористами в маленьком магазинчике «Конэко но суму иэ» («Дом, где живут котята»), а по ночам занимаются своей основной деятельностью — восстановлением справедливости. Они убивают, используя на миссиях кодовые имена. 

Основными противниками Вайсс являются две команды, связанные с Такатори. Это Шварц — команда паранормов, охраняющая главного врага Аи — Такатори Рэйдзи, и Шрайент — команда женщин, защищающая сына Рейдзи, Такатори Масафуми. 

«Быть Вайсс — это не просто числиться в команде с таким названием. Каждый из четверых Вайсс ведёт собственную битву, в ходе которой ему приходится сражаться не только с преступниками, но и с теми, кого при иных обстоятельствах он мог бы назвать друзьями или любимыми. Ставшие пешками в чужой игре, Вайсс должны понять своё истинное предназначение, найти свой путь и смысл жизни. Главное сражение, которое каждому из них предстоит выиграть или проиграть, — это сражение с самим собой за право оставаться человеком».

## Основные персонажи

### Команда Вайсс
Команда Вайсс и её отдельные участники появляются почти во всех произведениях проекта. А также два её новых участника появляются в Weiss Kreuz Gluhen.
Фудзимия Ран  (яп. 藤宮 蘭 ), кодовое имя: Абиссинец — японец. Владеет катаной
Сэйю: Такэхито Коясу
Кудо Ёдзи  (яп. 工藤 耀爾), кодовое имя: Балинез — японец. Владеет проволокой, спрятанной в наручных часах.
Сэйю: Синъитиро Мики
Хидака Кэн (яп. 飛鷹 健), кодовое имя: Сибиряк — японец. Владеет бангаком.
Сэйю: Томокадзу Сэки
Цукиёно Оми (яп. 月夜野 臣), кодовое имя: Бомбеец — японец. Владеет арбалетом, луком, дротиками, в манге метает сюрикэны.
Сэйю: Хиро Юки
Кисараги Такэру (яп. 如月タケル), кодовое имя: ЛаПерм — японец. Владеет чакрой.
Сэйю: Ямагути Каппэй
Агури Кё (яп. あぐりきょう), кодовое имя: Гавана — японец. Владеет томагавком.
Сэйю: Огихара Хидэки

### Команда Шварц
Команда Шварц появляется в манге An Assassin and White Shaman, обоих сезонах аниме, OVA, и CD-драмах об этой команде.
Брэд Кроуфорд, (яп. ブラッド·クロフォード), кодовое имя: Оракул — американец, 27 лет. Входит в команду Шварц. Пси-способности: предвидение ближайшего будущего. Пользуется пистолетом.
Сэйю: Рётаро Окиаю
Шульдих (Schuldig), (яп. シュルディッヒ), кодовое имя: Mastermind — немец, 22 года. Входит в команду Шварц. Пси-способности: телепатия, контроль над сознанием, скорость. Пользуется пистолетом.
Сэйю: Хикару Мидорикава
Фарфарелло (Джей), (яп. ファルファレロ), кодовое имя: Берсерк — ирландец, 20 лет. Входит в команду Шварц. Пси-способности: может отделять дух от тела, не чувствует боли и не чувствует страха, пирокинез. Пользуется стилетом, ножом и переносной ракетной установкой.
Сэйю: Рюсэй Накао
Наоэ Наги, (яп.  直江 那岐), кодовое имя: Prodigy — японец, 15 лет. Входит в команду Шварц. Пси-способности: телекинез.
Сэйю: Нодзому Сасаки

## Аниме

### TV Weiß Kreuz: Белый Крест
| №  | Название      | Премьера в Японии |
| -- | ------------- | ----------------- |
| 1  | Lockvogel     |                   |
| 2  | Fort Laufen   |                   |
| 3  | Paradies      |                   |
| 4  | Verrat        |                   |
| 5  | Schicksal     |                   |
| 6  | Fraulein      |                   |
| 7  | Entfuhren     |                   |
| 8  | Raubtier      |                   |
| 9  | Schreint      |                   |
| 10 | Bruder        |                   |
| 11 | Abkunft       |                   |
| 12 | Abschied      |                   |
| 13 | Bruch         |                   |
| 14 | Filiehen      |                   |
| 15 | Duell         |                   |
| 16 | Schatten      |                   |
| 17 | Kritiker      |                   |
| 18 | Schuld        |                   |
| 19 | Sehen         |                   |
| 20 | Recht         |                   |
| 21 | Trane         |                   |
| 22 | Miteid        |                   |
| 23 | Schraube      |                   |
| 24 | Zeremonie     |                   |
| 25 | Ende des Weiβ |                   |

### OVA «Verbrechen» (Преступление)/«Strafe» (Наказание)
OVA-1 «Verbrechen»

OVA-2 «Strafe»

### TV Weiß Kreuz: Gluhen (Белый крест: пламя)
| №  | Название                          | Премьера в Японии |
| -- | --------------------------------- | ----------------- |
| 1  | White Flames                      |                   |
| 2  | God Grieves Over Important Things |                   |
| 3  | Sweet Nothing                     |                   |
| 4  | Rhodesia                          |                   |
| 5  | It’s Too Late                     |                   |
| 6  | No Reason                         |                   |
| 7  | Jeepstar                          |                   |
| 8  | Instant Karma                     |                   |
| 9  | Mellow Candle                     |                   |
| 10 | Velvet Underworld                 |                   |
| 11 | Piece of Heaven                   |                   |
| 12 | Epitaph                           |                   |
| 13 | Tomorrow                          |                   |

## Рассказы и ранобэ

### Рассказ
«Ranjatai» (Рандзятай Архивная копия от 21 апреля 2014 на Wayback Machine)

Автор: Кавара Юдзи 

Опубликован в книге OAV Book ~ Verbrechen & Strafe ~.

### Ранобэ
«Forever White» (Белый навсегда)

Автор: Канемаки Кенъити

Иллюстрации: Цутия Кёко

Выходила с июля по декабрь 1997 в журнале Animage.

## CD-драмы
- Dramatic Image Album I «Eternal Angel I» (Вечный ангел I)
- Dramatic Image Album II «Eternal Angel II» (Вечный ангел II)
- Dramatic Collection I «The Holy Children» (Святые дети)
- Dramatic Collection II «Endless Rain» (Бесконечный дождь)
- Dramatic Collection III «Kaleidoscope Memory» (Калейдоскоп воспоминаний)
- Dramatic Precious 1st stage «Sleepless Night» (Бессонная ночь)
- Dramatic Precious 2nd stage «Tearless Dolls» (Куклы не плачут)
- Dramatic Precious 3rd stage «Hopeless Zone» (Полоса безнадёжности)
- Dramatic Precious Final stage «Dreamless Life» (Жизнь без мечты)
- «Crashers: Knight and Ran I» (Крашерс: «Рыцарь» («Конь») и Ран I)
- «Crashers: Knight and Ran II» (Крашерс: «Рыцарь» («Конь») и Ран II)
- Weiß Kreuz OVA Original Soundtracks «Verbrechen — Strafe»
- Dramatic Image Album III «Schwarz I» (Шварц I)
- Dramatic Image Album IV «Schwarz II» (Шварц II)
- Wish a Dream Collection I «Flower of Spring» (Весенний цветок)
- Wish a Dream Collection II «A four-leaf Clover» (Четырёхлистник)
- Wish a Dream Collection III «Orchid Under the Sun» (Орхидея под солнцем)
- Wish a Dream Collection IV «First Mission» (Первая миссия)
- «Fight Fire with Fire» (Огнём против огня)
- «Weiß Kreuz Gluhen Dramatic Soundtrack I»
- «Weiß Kreuz Gluhen Dramatic Soundtrack II»
- «Theatre of Pain» (Театр боли)
- 7 дисков Radio Selection — записей радиопередач с участием сэйю Вайсс

## Книги
• Model Pack. character.costume.mechanism.art.

Содержит чёрно-белые эскизы персонажей, их костюмов, оружия, мест обитания и проч.

Project Weiß TX. 0146 0363-01 1098 Movic
• Animedia Special Gakken Mook

Эскизы и иллюстрации уже не к манге, а к аниме, выполненные Хару Сотодзаки, Тэцуя Янагисавой и Маки Фудзи, профайлы Вайсс и Шварц, интервью с сэйю, краткое содержание серий первого сезона и список сувениров.

Animedia ISBN 4-05-602047-7, 90 стр.
• Filmbook

Дата выхода: 10 августа 1999.

Эскизы персонажей, краткое содержание сериала, цветные и чёрно-белые иллюстрации.

Shinshokan ISBN 4-403-67005-9, 100 стр.
• OAV Book ~ Verbrechen & Strafe ~

Дата выхода: 31 марта 2000

Здесь собраны картинки из аниме, 20-страничный пересказ обеих OVA, эскизы персонажей, рассказ «Рандзатай».

Animedia ISBN 4-05-602260-7
• All That Weiß

Дата выхода: май 2000

Здесь собраны статьи о сериале, драмах, OVA, а также история создания команды Вайсс. Несколько цветных иллюстраций.

ISBN 4-89601-475-8

## Музыка
В 1997 году была организована группа Weiß. В её состав в качестве вокалистов вошли четыре сэйю, озвучивающие участников команды Вайсс.

Музыку для группы в основном писал Нисиока Кадзуя.

С 1997 по 2003 годы группа выпустила 5 альбомов, 8 синглов, 4 диска с саундтреками к аниме, 8 видеоклипов и 3 видеозаписи концертов. Кроме этого, песни группы Weiß выходили на дисках с CD-драмами проекта.

В настоящее время деятельность группы прекращена.